# Takashi Irie
Takashi Irie (n. 10 mai 1958, Hokota, Prefectura Ibaraki, Japonia) este un luptător ce a reprezentat Japonia, medaliat olimpic. A participat la o ediție a Jocurilor Olimpice (1984) în care a câștigat o medalie de argint.